# Ogenca
Ogenca je 1030 mnm visoka gozdna vzpetina v zahodnem delu Velike gore vzhodno od naselja Hrib - Loški Potok.
V pobočju Ogence je kraška jama, ki je pretresljiv spomenik partizanske sanitete. Smreke in jelke prislonjene v breg Ogence zastirajo pot do jame, katere vhodna luknja je komaj dovolj velika, da se skoznjo splazi človek. V to jamo je v roški ofenzivi poleti 1942 mladi partizanski zdravnik Aleksander Gala skril 15 ranjencev. Italijanski vojaki jih ne bi odkrili, tudi če bi stopili na štor, ki je prekrival vhod v jamo. Iz skrivališča pa se je splazil ranjenec polen sovraštva in maščevalnosti do tovarišev in jih izdal. Ko so Italijani prišli pred jamo, so ranjenci v grozi pred mučenjem začeli ubijati drug drugega, večino med njimi pa je ustrelila 20-letna bolničarka Mimica Čepon, ki je z zadnjo kroglo ustrelila še sebe. Italijani so v jamo zmetali nekaj ročnih bomb, kljub temu pa sta dva partizana preživela, tako da sta zgodba o tragediji in z njo tudi izdajalec ostala znana.
K Ogenci se iz Ljubljanske smeri najhitreje pride po glavni cesti Ljubljana - Kočevje z odcepom proti Sodražici mimo Nove Štifte do Travne gore in Doma na Travni gori ter dalje po gozdni cesti, ki pelje k Jelenovemu žlebu. Kažipot opozori kdaj je treba zaviti na desno proti Ogenci. Cesta pelje do parkirišča, od koder je le še nekaj minut hoda do koče dr. Aleksandra Gale-Petra in ogenške jame. Od Travne gore do Ogence je 7 km.

## Vir
- Kozinc, Željko, Lep dan kliče 3, Založba Modrijan, Ljubljana 2003 (COBISS)